# Agnes van Poitou (-1097)
Agnes van Poitou (circa 1072 - 6 juni 1097) was van 1094 tot aan haar dood koningin-gemalin van Aragón en Navarra. Ze behoorde tot het huis Poitiers.

## Levensloop
Agnes was de dochter van hertog Willem VIII van Aquitanië, eveneens graaf van Poitou, en diens tweede echtgenote Hildegarde, dochter van hertog Robert I van Bourgondië. 
In 1081 werd ze door haar vader verloofd met Peter, zoon en erfopvolger van koning Sancho I van Aragón. In 1086 vond hun huwelijk plaats in de stad Jaca en het echtpaar kreeg twee kinderen:
- Peter (overleden in 1104)
- Isabella (overleden voor 1104)

In 1094 volgde Peter I zijn vader op koning van Aragón en Navarra, waardoor Agnes koningin-gemalin van beide koninkrijken werd. In 1097 stierf Agnes, waarna haar echtgenoot hertrouwde met een vrouw genaamd Bertha.